# Дорожный (Коми)
Дорожный — посёлок в муниципальном районе «Сосногорск» городского поселения Войвож Республики Коми.

## Географическое положение
Посёлок расположен в 7 км от центра городского поселения посёлка Войвож.

## Климат
Климат характеризуется как континентальный. Средняя месячная температура самого холодного месяца — января — −16,5…−18,0 °C. Средняя месячная температура самого тёплого месяца — июля +15,0—16,0 °C. Абсолютный максимум +35 °C. Продолжительность зимнего периода около 6 месяцев — с середины октября до середины апреля. Устойчивые морозы наступают в начале ноября и прекращаются в конце марта. Максимальная глубина сезонного промерзания грунта — 2 м. Устойчивый снежный покров образуется в последней декаде октября и держится до конца апреля.

## История
Возник во второй пол.1940-х после открытия в 1945 газового месторождения, а 1947 — нефтяной площади в бассейне р. Нибель. В списке Войвожского поселкового совета в 1949 отмечен населённый пункт Нибель-2, в списке 1956 — посёлок Дорожный (Нибель 2-й). В 1959 здесь жили 325 человек, в 1970 — 613 человек (вместе с посёлком Лесной — 666 человек); в 1979 — 468 человек (с посёлком Лесной — 476 человек); в 1989 — 462 человека, из них 63 % русские; в 2000—200 человек. Ныне постоянное население отсутствует.

## Население
| 1989 | 2002 | 2010 |
| ---- | ---- | ---- |
| 477  | ↘129 | ↘0   |

Постоянное население 129 человек (2002), в том числе русские 80 %.